# داسون (ویرجینیای غربی)
داسون (به انگلیسی: Dawson) یک منطقهٔ مسکونی در ایالات متحده آمریکا است که در شهرستان گرین‌بریر، ویرجینیای غربی واقع شده‌است. داسون ۷۴۱٫۸۹ متر بالاتر از سطح دریا واقع شده‌است.